# Краснобережье
Краснобережье (бел. Чырвонабярэжжа, до 30 июля 1964 — Злодин) — деревня в Ударненском сельсовете Лельчицкого района Гомельской области Беларуси.
На юге урочище Березовец.

## География

### Расположение
В 14 км на северо-восток от Лельчиц, 200 км от Гомеля, 50 км от железнодорожной станции Ельск (на линии Калинковичи — Овруч).

### Гидрография
На реке Уборть (приток реки Припять).

## Транспортная сеть
На автодороге Мозырь — Лельчицы. Планировка состоит из дугообразной улицы, ориентированной с юго-запада на северо-восток, к которой присоединяются 2 переулка. Застройка двусторонняя, плотная. Жилые дома деревянные, усадебного типа.

## История
Согласно письменным источникам известна с XVIII века как селение в Мозырском повете Минского воеводства Великого княжества Литовского. После 2-го раздела Речи Посполитой (1793 год) в составе Российской империи. В 1795 году в Лельчицкой волости Мозырского уезда Минской губернии.
В 1929 году организован колхоз «X съезд Советов», работала кузница. Во время Великой Отечественной войны в июле 1943 года оккупанты сожгли деревню и убили 55 жителей. На деревенском кладбище похоронены 22 советских солдата, которые погибли в январе-феврале 1944 года в боях против оккупантов. Согласно переписи 1959 года центр совхоза «Лельчицкий», располагались механическая мастерская, 9-летняя школа, клуб, библиотека, фельдшерско-акушерский пункт, детский сад, отделение связи, столовая, 2 магазина.

### Хроника
- 1680, октября 30: «Имение Снядынщизна граничит с Злодином поджуравским мохом в Передельно, с Передельной с иным бором, до грунтов селения Манчина, миль две от Манчиц, с теми же злодинцами от болота Петрушецкого в град болото, рукавицы в семские Лозы, вверх Рубильской грады, в Хизельное озеро, и Лозах у Васильевого дуба, чрез реку Уборть, до пяты грунтов села Мойсеевич»[1].
- 1763, января 3: «Zlodzin», село столового имения Уборть Мозырского повета Виленского бискупства. 31 дым, именной список 78 крестьян муж. пола. У крестьян 47 волов и 4 коня. Дань с села 59 ведерок мёда, 31 вязанка грибов, по 15 осьмин ржи, ячменя и гречки, по 15 ведерок пшеницы и гороха, 31 осьмина овса, 62 кварты проса, по 31 кварте мака, конопли и рыбы, 31 воз сена, 186 возов дров и 251 лит. злотых чинша. Каплица.
- 1775, октябрь: 23 дыма.
- 1777, января 29: Униатская парафия Буйновицкой церкви Туровской диацезии Убортского деканата. 27 хат.
- 1787, февраля 13: 28 хат. Каплица Злодинская св. Михаила «из дерева круглого формой старосветской построена».
- 1789: 29 дымов, 187 чел. (от 1 до 16 лет — 46 муж. и 39 жен., от 16 до 30 — 11 муж. и 12 жен., от 30 до 45 — 11 муж. и 9 жен., от 45 до 60 — 17 муж. и 17 жен., старше 60 лет — 11 муж. и 14 жен.).
- 1795: Прописная деревня казённого имения Уборть.
- 1808: Село имения Буйновичи, которое после раздела имения Уборть купил помещик гвардии капитан и кавалер, надворный советник Михаил Добринский.
- 1818: 25 чел.
- 1849, января 1: Мост.
- 1850 (1866): 32 дв. Фольварок. 0,5 версты на С от села.
- 1862, декабря 16: В Буйновицком сельском обществе, 22 дв. крестьян-хозяев, именной список 49 ревизских душ муж. пола.
- 1863, ноября 2: Сельский староста Кирьян Бруй.
- 1864: Мост и паромная переправа.
- 1867: 108 православных; 2 католика.
- 1870, января 1: Злодинское сельское общество имения Буйновичи Лельчицкой волости помещика Добринского. 49 душ крестьян-собственников. Приход Буйновицкой церкви.
- 1887: Свято-Михайловская каплица в форме храма с иконостасом.
- 1892: Паромная переправа.
- 1897: 38 дв., 260 чел. (140 муж. и 120 жен.).
- 1909: 44 дв., 306 чел.
- 1911: Строительство дамбы и моста на Злодинской гребле в пойме р. Уборть. Открытие Злодинского земского училища.
- 1912: Одноклассное народное училище. Учительница Алёна Слупская.
- 1913: 84 дв., 407 чел.
- 1916: 81 хоз., 390 чел. (172 муж. и 218 жен.).
- 1917: 72 дв., 388 чел. (202 муж. и 186 жен.): 384 белоруса, 4 еврея.
- 1925: В Буйновичском сельсовете Лельчицкого района. Школа на белорусском языке: 23 ученика (23 мальчика, девочек нет); 3 десятины пашни.
- 1930: Колхоз «X съезд Советов». Председатель Л. Л. Стасенко.
- 1943, июль: Немецко-фашистские каратели убили 55 жителей.
- 1964, июля 30: Злодин переименовывается в деревню Краснобережье («Чырвонабярэжжа»).
- 1980, января 5: 186 чел.
- 1986: В Замошском сельсовете, центр совхоза «Лельчицкий».
- 1999: В Ударненском сельсовете. Базовая школа. 165 хоз., 469 чел., из них 176 трудятся, 104 детей до 15 лет, 153 пенсионера. Согласно переписи, 437 чел. (221 муж. и 216 жен.).

## Население

### Численность
- 2004 год — 150 хозяйств, 397 жителей.

### Динамика
- 1795 год — 114 жителей.
- 1834 год — 21 двор.
- 1850 год — 23 двора.
- 1908 год — 44 двора, 306 жителей.
- 1925 год — 93 двора.
- 1940 год — 96 дворов, 485 жителей.
- 1959 год — 562 жителя (согласно переписи).
- 2004 год — 150 хозяйств, 397 жителей.